# Чанчжэн-2F
«Чанчжэн-2F» или CZ-2F или «Чанчжэн 2F» (кит. трад. 長征二號F, упр. 长征二号F, пиньинь Chángzhēng èr hào F, палл. Чанчжэн эр хао F, буквально: «Великий поход 2F»), — ракета-носитель серии «Чанчжэн», разработанная и построенная в КНР для осуществления пилотируемых запусков космического корабля «Шэньчжоу». Аппарат разработан Китайским исследовательским институтом ракетной техники Китайского объединения космических технологий.

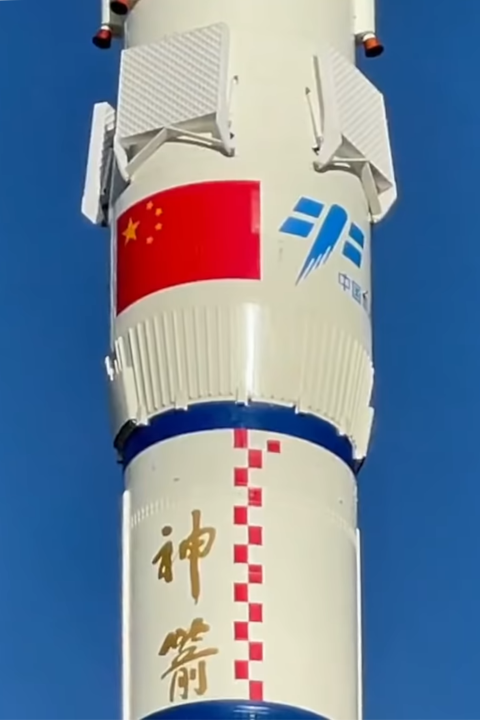
Название «шэнь цзянь» (神箭), предложенное Цзян Цзэминем в 2002 году, на корпусе ракеты «Чанчжэн-2F», несущей космический корабль «Шэньчжоу-12»

Накануне третьего старта, состоявшегося 25 марта 2002 года, председатель КНР Цзян Цзэминь предложил для ракеты «Чанчжэн-2F» название «шэнь цзянь» (кит. 神箭, пиньинь shén jiàn, буквально: «святая стрела»). Ныне два иероглифа 神箭 этого названия размещаются на корпусе ракеты «Чанчжэн-2F» наряду с названием CZ-2F.
Всего, по состоянию на начало 2010 года, произведено семь стартов CZ-2F. 15 октября 2003 года ракета-носитель доставила на орбиту первый пилотируемый космический корабль «Шэньчжоу-5».

## Разработка
Ракета-носитель CZ-2F, как и многие другие модели, является прямым наследником баллистических ракет, которые разрабатывали в Китае, главная модификация заключается в снабжении ракеты-носителя резервными элементами системы безопасности. Также CZ-2F способна нести бо́льшую полезную нагрузку благодаря дополнительным разгонным блокам на первой ступени ракеты-носителя.
CZ-2F является первой произведённой в Китае ракетой-носителем, которая была собрана и доставлена до места старта в вертикальном положении.

## Список запусков
| №  | Дата и время (UTC)      | Стартовая площадка | Полезная нагрузка | Примечание | Результат |
| -- | ----------------------- | ------------------ | ----------------- | --- | --------- |
| 1  | 19 ноября 1999, 22:30   | Цзюцюань LC-43/91  | Шэньчжоу-1        | Первый беспилотный экспериментальный запуск космического корабля Шэньчжоу. | Успех     |
| 2  | 9 января 2001, 01:00    | Цзюцюань LC-43/91  | Шэньчжоу-2        | Второй беспилотный экспериментальный запуск с животными на борту. | Успех     |
| 3  | 25 марта 2002, 14:00    | Цзюцюань LC-43/91  | Шэньчжоу-3        | Третий беспилотный экспериментальный запуск. | Успех     |
| 4  | 29 декабря 2002, 16:40  | Цзюцюань LC-43/91  | Шэньчжоу-4        | Четвёртый беспилотный экспериментальный запуск. | Успех     |
| 5  | 15 октября 2003, 01:00  | Цзюцюань LC-43/91  | Шэньчжоу-5        | Первый пилотируемый космический полёт, осуществлённый Китаем. | Успех     |
| 6  | 12 октября 2005, 01:00  | Цзюцюань LC-43/91  | Шэньчжоу-6        | Второй пилотируемый космический полёт, впервые с двумя членами экипажа. | Успех     |
| 7  | 25 сентября 2008, 13:10 | Цзюцюань LC-43/91  | Шэньчжоу-7        | Третий пилотируемый полёт, впервые с тремя членами экипажа, впервые осуществлён выход в открытый космос. | Успех     |
| 8  | 29 сентября 2011, 13:16 | Цзюцюань LC-43/91  | Тяньгун-1         | Запуск на орбиту орбитальной станции «Тяньгун-1». | Успех     |
| 9  | 31 октября 2011, 21:58  | Цзюцюань LC-43/91  | Шэньчжоу-8        | Беспилотный. Дважды осуществлена стыковка с космическим модулем «Тяньгун-1». | Успех     |
| 10 | 16 июня 2012, 10:37     | Цзюцюань LC-43/91  | Шэньчжоу-9        | Экипаж корабля состоит из трёх человек. Впервые в китайской космонавтике в полёте участвует женщина-тайконавт, тайконавт совершает 2-й полёт. Произведена стыковка и формируется пилотируемый комплекс с «Тяньгун-1». | Успех     |
| 11 | 11 июня 2013, 09:38     | Цзюцюань LC-43/91  | Шэньчжоу-10       | Экипаж корабля состоит из трёх человек. Произведены стыковка с «Тяньгун-1». | Успех     |
| 12 | 15 сентября 2016, 14:04 | Цзюцюань LC-43/91  | Тяньгун-2         | На орбиту выведена китайская космическая лаборатория. | Успех     |
| 13 | 16 октября 2016, 23:25  | Цзюцюань LC-43/91  | Шэньчжоу-11       | Экипаж корабля состоит из двух человек. Планируется стыковка с «Тяньгун-2». | Успех     |
| 14 | 4 сентября 2020, 07:30  | Цзюцюань LC-43/91  | CSSHQ             | Проверка работы экспериментального многоразового космического аппарата CSSHQ. | Успех     |
| 15 | 17 июня 2021, 01:22     | Цзюцюань LC-43/91  | Шэньчжоу-12       | Долговременная экспедиция трёх космонавтов Тан Хунбо, Не Хайшэн и Лю Бомин к орбитальной станции «Тяньгун». | Успех     |
| 16 | 15 октября 2021, 16:23  | Цзюцюань LC-43/91  | Шэньчжоу-13       | Долговременная экспедиция трёх космонавтов Чжай Чжиган, Ван Япин и Е Гуанфу к орбитальной станции «Тяньгун». | Успех     |
| 17 | 5 июня 2022, 2:44       | Цзюцюань LC-43/91  | Шэньчжоу-14       | Долговременная экспедиция трёх космонавтов Чэнь Дун, Лю Ян и Цай Сюйчжэ к орбитальной станции «Тяньгун». | Успех     |
| 18 | 4 августа 2022, 16:00   | Цзюцюань LC-43/91  | CSSHQ             | Вторая проверка работы экспериментального многоразового космического аппарата CSSHQ. | Успех     |
| 19 | 29 ноября 2022, 15:08   | Цзюцюань LC-43/91  | Шэньчжоу-15       | Долговременная экспедиция трёх космонавтов Фэй Цзюньлун, Дэн Цинмин и Чжан Лу к орбитальной станции «Тяньгун». Первое в истории китайской космонавтики одновременное пребывание на станции двух экипажей.             | Успех     |
| 20 | 30 мая 2023, 01:31      | Цзюцюань LC-43/91  | Шэньчжоу-16       | Долговременная экспедиция трёх космонавтов Цзин Хайпэн, Чжу Янчжу и Гуй Хайчао к орбитальной станции «Тяньгун». | Успех     |
| 21 | 26 октября 2023, 03:13  | Цзюцюань LC-43/91  | Шэньчжоу-17       | Долговременная экспедиция трёх космонавтов Тан Хунбо, Тан Шэнцзе и Цзян Синьлинь к орбитальной станции «Тяньгун». | Успех     |
| 22 | 14 декабря 2023, 14:12  | Цзюцюань LC-43/91  | CSSHQ             | Третья проверка работы экспериментального многоразового космического аппарата CSSHQ. | Успех     |
| 23 | 25 апреля 2024, 12:59   | Цзюцюань LC-43/91  | Шэньчжоу-18       | Долговременная экспедиция трёх космонавтов Е Гуанфу, Ли Цун и Ли Гуансу к орбитальной станции «Тяньгун». | Успех     |

## Характеристики
| Показатель            | Ускорители х 4                                    | Первая ступень                                    | Вторая ступень                                    |
| --------------------- | ------------------------------------------------- | ------------------------------------------------- | ------------------------------------------------- |
| Общая масса (кг)      | 41 000                                            | 196 500                                           | 91 500                                            |
| Своя масса (кг)       | 3200                                              | 9500                                              | 5500                                              |
| Тяга (кН)             | 4 x 814                                           | 3256                                              | 831                                               |
| Уд. импульс, сек      | 291                                               | 289                                               | 289                                               |
| Время сгорания (сек.) | 128                                               | 166                                               | 300                                               |
| Диаметр (м)           | 2,3                                               | 3,4                                               | 3,4                                               |
| Высота (м)            | 15,3                                              | 23,7                                              | 15,5                                              |
| Тип топлива           | Тетраоксид диазота/Несимметричный диметилгидразин | Тетраоксид диазота/Несимметричный диметилгидразин | Тетраоксид диазота/Несимметричный диметилгидразин |
| Тип РД                | 4 x YF — 20B                                      | 4 x YF — 20B                                      | 1 x YF — 24B                                      |